# Kafr Sawm
Kafr Sawm är en ort i Jordanien.   Den ligger i guvernementet Irbid, i den norra delen av landet, 80 km norr om huvudstaden Amman. Kafr Sawm ligger 468 meter över havet och antalet invånare är 7 152.
Terrängen runt Kafr Sawm är kuperad åt nordväst, men åt sydost är den platt. Runt Kafr Sawm är det tätbefolkat, med 383 invånare per kvadratkilometer. Närmaste större samhälle är Irbid, 14,5 km söder om Kafr Sawm. Trakten runt Kafr Sawm består till största delen av jordbruksmark.